# Фонтенель (Эна)
Фонтене́ль (фр. Fontenelle) — коммуна во Франции, находится в регионе Пикардия. Департамент коммуны — Эна. Входит в состав кантона Вервен. Округ коммуны — Вервен.
Код INSEE коммуны — 02324.

## Население
Население коммуны на 2010 год составляло 289 человек.
| 1962 | 1968 | 1975 | 1982 | 1990 | 1999 | 2010 |
| ---- | ---- | ---- | ---- | ---- | ---- | ---- |
| 492  | 436  | 404  | 317  | 265  | 272  | 289  |

## Экономика
В 2010 году среди 174 человек трудоспособного возраста (15—64 лет) 126 были экономически активными, 48 — неактивными (показатель активности — 72,4 %, в 1999 году было 67,2 %). Из 126 активных жителей работали 112 человек (64 мужчины и 48 женщин), безработных было 14 (5 мужчин и 9 женщин). Среди 48 неактивных 14 человек были учениками или студентами, 15 — пенсионерами, 19 были неактивными по другим причинам.